# Erik Lamela
Erik Manuel Lamela Cordero, född 4 mars 1992, är en argentinsk fotbollsspelare som spelar för AEK Aten FC i Grekiska Superligan.

## Klubbkarriär

### River Plate
Lamela gjorde sin A-lagsdebut för Club Atlético River Plate den 14 juni 2009 i en match mot Tigre i Clausura-turneringen 2009. Han byttes in i den 80:e minuten och ersatte Robert Flores. Lamela gjorde sitt första mål för River den 5 december 2010 i en match mot Colon i Apertura-turneringen. Han gjorde sitt andra mål mot Lanús i den sista match av Apertura, vilket hjälpte River till att vinna matchen med 4–1.
Lamela var en regelbunden startspelare för River under Primera División de Argentina 2010/2011, då han spelade 34 matcher och gjorde 4 mål.

### Roma
Den 6 augusti 2011 gick Lamela till Serie A-klubben AS Roma för en avgift på 19 miljoner euro.  Den 23 oktober 2011 gjorde han sitt första mål i Serie A mot Palermo.

### Tottenham Hotspur
Den 30 augusti 2013 meddelade Tottenham Hotspur att de hade genomfört övergången av Lamela från Roma, för ett avtal värt 25,7 miljoner pund. Övergångssumman för Lamela gjorde honom till klubbens då dyraste spelare, snäppet högre än de tidigare rekorden som satts tidigare i transferfönstret, först för Paulinho och sedan för Roberto Soldado.
I slutet av oktober 2016 ådrog sig Lamela en höftskada som krävde två operationer, något som höll honom borta från spel i 13 månader. Den 28 november 2017 gjorde han comeback i en bortamatch mot Leicester City och assisterade fram Harry Kane efter att ha varit på planen i 76 sekunder.

### Sevilla
Den 26 juli 2021 ingick Lamela i en bytesdeal mellan Sevilla och Tottenham Hotspur där spanjoren Bryan Gil gick i motsatt riktning.

## Landslagskarriär
Lamela spelade för Argentinas U20-landslag i U20-världsmästerskapet 2011. Han gjorde sin debut i Argentinas A-landslag den 25 maj 2011 i en vänskapsmatch mot Paraguay.